# Çukurkuyu, Niğde
Çukurkuyu là một xã thuộc huyện Bor, tỉnh Niğde, Thổ Nhĩ Kỳ. Dân số thời điểm năm 2011 là 2279 người.